# توني نيمينن
توني نيمينن (بالفنلندية: Toni Nieminen)‏ (و. 1975  م) هو متزلج قفز فنلندي، ولد في لاهتي، شارك في الألعاب الأولمبية الشتوية 1992، والقفز التزلجي في الألعاب الأولمبية الشتوية 1992 - تل كبير فردي ‏، والقفز التزلجي في الألعاب الأولمبية الشتوية 1992 - تل عادي فردي ‏، والألعاب الأولمبية الشتوية 2002، والقفز التزلجي في الألعاب الأولمبية الشتوية 1992 - تل كبير فريق ‏.

## روابط خارجية
- توني نيمينن على موقع الاتحاد الدولي للتزلج (القفز التزلجي) (الإنجليزية)
- توني نيمينن على موقع اللجنة الأولمبية الدولية (الإنجليزية)
- توني نيمينن على موقع أوليمبيديا (الإنجليزية)